# Werner Carp
Werner Carp (* 25. Februar 1886 in Duisburg-Ruhrort; † 18. Januar 1950 in Hamburg; vollständiger Name; Werner Friedhelm Otto Franz Carp) war ein deutscher Bankier, Bergbau-Manager und Unternehmer.

## Familie
Werner Carp war ein Sohn des einflussreichen Wirtschaftsjuristen Eduard Carp (1847–1924) und dessen Ehefrau Alma Carp geb. Haniel (1856–1936). Die Großeltern väterlicherseits waren der Weseler Jurist Georg Carp und Elise Carp geb. Bäumer. Seine Mutter war eine Tochter von Friedrich Wilhelm Haniel (1829–1890), die Großeltern mütterlicherseits Franz Haniel und Julie Haniel geb. Liebrecht. Carps Schwester Adda heiratete 1905 Julius Curtius.
Carp selbst heiratete 1908 in Bonn Elsa Windthorst, mit der er zwei Söhne hatte. Seine Frau war eine Tochter von Hauptmann Emil Windthorst und dessen Ehefrau Marg. Windthorst geb. Guilleaume. Ihr Vater war verwandt mit dem Politiker Ludwig Windthorst.

## Leben und Wirken
Carp studierte Rechtswissenschaft an der Rheinischen Friedrich-Wilhelms-Universität Bonn und absolvierte anschließend eine Banklehre bei der Bank für Handel und Industrie in Frankfurt am Main. Als Angestellter dieser Bank wechselte nach Berlin und erhielt im Alter von 23 Jahren eine Stelle als Direktor in Düsseldorf. Basierend auf dieser – für seine weiteren Tätigkeiten eher ungewöhnlichen – Ausbildung beschäftigte er sich danach mit einem breiten Themengebiet, darunter Bergbau und andere Industriezweige sowie Land- und Forstwirtschaft; er legte dabei einen Schwerpunkt auf die Pflege weltweiter Handelskontakte.
Carp setzte sich früh dafür ein, Kohle chemisch zu veredeln, und legte Wert darauf, aus der Steinkohle gewonnene Rohstoffe chemisch weiterzuentwickeln und neue Verfahren und Produkte zu erfinden.
1919 wurde Carp Vorstandsmitglied der zum Wirkungskreis der Familie Haniel gehörenden Gewerkschaften „Rheinpreußen“ und „Neumühl“. 1923 wurde er zum Vorstandsvorsitzenden der Gewerkschaften ernannt und 1930 zum Verwaltungsratsvorsitzenden der Kohlen-, Handels- und Schiffahrtsgesellschaft Franz Haniel in Duisburg-Ruhrort. Er hatte entscheidenden Einfluss auf deren Entwicklung. Außerdem gehörte er den Aufsichtsräten wichtiger rheinisch-westfälischer, Hamburger, Berliner und Stuttgarter Unternehmen an. Das ihm gehörende Unternehmen Carp & Hones mit Sitz in Düsseldorf entwickelte sich sehr erfolgreich.
Von Ende 1945 bis 1947 lebte Carp gemeinsam mit weiteren Unternehmern aus dem Ruhrgebiet in Internierungshaft.